# Cylicocyclus insigne
Cylicocyclus insigne är en rundmaskart som först beskrevs av George Albert Boulenger 1917.  Cylicocyclus insigne ingår i släktet Cylicocyclus och familjen Strongylidae. Inga underarter finns listade i Catalogue of Life.